# Kaulsdorf (Turyngia)
Kaulsdorf, Kaulsdorf an der Saale – miejscowość i gmina w Niemczech, w kraju związkowym Turyngia, w powiecie Saalfeld-Rudolstadt.
Gmina pełni funkcję "gminy realizującej" (niem. "erfüllende Gemeinde") dla trzech gmin wiejskich: Altenbeuthen, Drognitz oraz Hohenwarte.